# 香坂紗梨
香坂 紗梨（こうさか さり、1998年8月1日 - ）は、日本のAV女優。カプセルエージェンシー所属。

## 略歴・人物
東京都出身。趣味はサウナ・散歩、特技は体が柔らかい。
AV女優を可愛いと思い、その女優などのツイッターや作品を見るようになり、好奇心と自分でもやってみたいという思いから自ら応募してAV女優となった。
2017年11月、SODクリエイトのVRレーベル「SODVR」専属という史上初のVRでしか見ることのできない女優としてAVデビュー。
2018年3月より通常のDVD作品にも出演を開始し専属を離れる。
2021年1月、unfinished専属で活動再開する事を発表。

## 出演作品

### アダルトDVD
2018年
- Hカップ おっぱい好きなあなたへ! おっぱいがいっぱい♥ おっぱい尽くしの5シチュエーション（3月21日、SODクリエイト）
- 最高の愛人と、最高の中出し性交。 30（5月11日、プレステージ）※「さり」名義
- 若い女性に人気の出会い系アプリで発見!! 超優しいからヤリたい男子にはすぐにエッチさせてくれる!! 天使すぎる爆乳現役JDハメ撮り中出し大成功!（5月13日、E-BODY）※「りさ」名義
- 【完全着衣】 カワイイ顔して超淫乱! ロケットおっぱい女のノーブラ濡れ透け誘惑（6月1日、MOODYZ）
- 「私絶対こんな大きいの挿らない!絶対無理!だから擦り付けるだけにして!お願い!!」と素股を提案!! でも擦り付けていたらマ○コが濡れだしちょっとボクが腰を動かしたらヌルヌルでズボッ!うっかり生挿入しちゃったら「ヤバイ!想像以上に気持ち良い!!止めないで!激しく突いて｣と結局生挿入SEXしちゃうことに!! ボクには小さい頃から高○生になった今でも仲がいい超カワイくて胸が大きいいわゆる巨乳の幼馴染がいます!小さい頃から親に内緒でエッチごっこと称してお互いの体を触りあったりして人には言えない秘密を共有しています。そんな幼馴染と久しぶりにエッチごっこしていたらお互い気持ち良くなってしまいヤバイこのままじゃ最後まで…と思って止めようと思ったらエッチ経験が意外と少ない幼馴染は｢このままエッチしたい｣と言い出した。当然、断る理由のないボクはOK!お互いに成長した体に貪りつくようにエッチスタート!でもSEX直前｢やっぱり無理!こんな大きいの無理!!｣と言ってボクのデカチンを拒否!｢擦り付けるだけで許して!｣と言い出し無理矢理ヤルわけにもいかず素股で我慢する事に!でも擦っていたら更に幼馴染の股間が爆濡れ状態になりボクがちょっと腰を動かしたらヌルヌルズボッとうっかり生挿入!!ヤバイ!と思ったけど怒るどころか異様に感じまくる幼馴染!!デカチン&生挿入が初めてらしく体をねじりながら連続爆イキ!!アソコの締りがいいからボクもかなり気持ちが良くて最後は何とか外出し大量胸発射!!危うく中に出しちゃうところでした!!(実はちょっと出しちゃいました)（6月7日、Hunter）他出演:森はるら、星空もあ、雛菊つばさ、逢沢まりあ
- 放課後制服美少女（6月8日、S級素人）※「さり」名義
- おかえりなさいませ御主人様 秒で即ハメしちゃうアキバで人気のHcup巨乳メイド（6月19日、OPPAI）
- 顔出し!女子大生限定 ザ・マジックミラー 徹底検証! 男女の友情は成立する!? 友達関係のリアル素人大学生が日本一エロ〜い車の中で二人っきり♥ 人生初の真正中出しスペシャル! 9 in池袋（6月19日、ディープス）他7名出演
- 的外れのマッサージで幼馴染の感じるツボを超刺激したら爆イキ痙攣! 勉強も運動も何の取り柄もないボクは只今浪人中! 幼馴染が一応ボクを心配して様子を見に来てくれました。しかし、しばらく見ない間に巨乳化している幼馴染の胸にボクは釘づけ!彼女は｢最近すごく肩が凝るんだよね｣とマッサージをボクにお願い。とりあえず適当に肩を揉んだだけなのに｢上手いじゃん! マッサージ師になりなよ!私が練習台になってあげる!｣とベタ褒め!それからというもの毎日家に来て練習台になるんです。しかしボクも所詮素人なんで押さないでいいツボまで押してしまい、触らないでいい所まで触って、幼馴染はパンツが濡れるほど感じてしまい最後はもっと触ってと完全にエロスイッチON! びしょ濡れ爆イキ痙攣しまくり!発射しても抜く事を許して貰えず、挿入中も精子だだ漏れ強制3回連続中出し!（6月19日、Hunter）他出演:星空もあ、梨杏なつ、青木亜樹、持田栞里
- 【奇跡】女子校生デリヘルを呼んだらオカズにしてた友達で強制生中出し!!（6月22日、BAZOOKA）他出演:もりの小鳥、枢木あおい、跡美しゅり
- ラグジュTV×PRESTIGE PREMIUM 14（7月20日、プレステージ）※「高梨美里」名義　他出演:早川美緒、相澤玲奈、りの、森平みさき、櫻木あゆ美 、園田みおん、松川早苗、長谷川瑞穂
- 「乳首が感じる男性ってかわいい」 青春ど真ん中のJ○が人生初めてのすんごい乳首責めに挑戦!! 乳首を触るだけで何度も勃起する絶倫チ○ポにJ○のパンツは染みまみれ! ず〜っと乳首責め性交で連続膣絞り中出し!! 連続中出し合計12発（7月20日、DOC）※「あいか」名義　他出演:杏璃さや、木野香織、涼風杏
- 夫の上司に犯され続けて7日目、私は理性を失った…。（8月7日、マドンナ）
- 彼女が家族旅行で一週間留守にしたので彼女の巨乳女友達に中出ししまくりました。（9月19日、OPPAI）
- いつでも中出しさせてくれる僕だけの女子●生アイドル（9月28日、宇宙企画）
- 超絶倫弟にハメられまくる無防備な爆乳姉 童貞弟を誘惑したつもりが…まさかの逆転!（10月1日、Fitch）
- 再婚相手の連れ子と浴室で混浴密着性交（11月8日、ヒビノ）
- 今、話題沸騰中の「予約の取れないレンタル彼女」は裏オプなしでヤレる誘惑小悪魔なHカップ爆乳美少女でした。（11月12日、First Star）※「瀬戸美波」名義
- 新感覚 健康×フィットネス風俗 Vol.2（11月22日、F&A）共演:石川祐奈
- 地味メガネのくせに胸を強調したニットを着ている爆乳Hカップ娘をナンパしたら承認欲求の強いドMちゃんでした。（12月1日、キチックス/妄想族）
- 汁だく巨乳の文系少女にねっとり犯される。（12月7日、プレミアム）
- おっぱいで超誘惑してくる新人セクキャバ嬢 女子校生Ver.（12月7日、unfinished）

2019年
- ボイン大好きしょう太くんのHなイタズラ（1月3日、グローリークエスト）
- 隣人の情婦になってしまった妻 10 (1月7日、JET映像)
- 彼女のお姉さんは巨乳と中出しOKで僕を誘惑（1月19日、OPPAI）
- 凄い射精へ誘うケツ穴見せつけド迫力デカ尻オイルエステ（1月25日、痴女ヘブン）
- 密着して舐め尽くす むしゃぶり唾液痴女（2月1日、Fitch）
- 【着衣爆乳】思わずRECしたくなる着衣爆乳おっぱい 紗梨（2月8日、unfinished）
- スペンス乳腺開発クリニック (2月19日、OPPAI)
- おれの最愛の妹が中年オヤジとの望まない結婚を強いられた (3月1日、MOODYZ)
- 接吻乳首責めレズビアン ～淫乱妻の卑猥なレズキスニップル調教～ (3月1日、Fitch) 共演:春原未来
- 声を出したら中出しすると脅されて…帰省した叔父にサイレント生ハメされまくる女子大生 (3月14日、アリスJAPAN)
- 友人の母親 (4月1日、ヴィーナス)
- 露出・輪姦・ぶっかけ願望に憑りつかれた女 (4月4日、グローリークエスト)
- 奴隷色のステージ45 (5月7日、アタッカーズ)
- 香坂紗梨8時間BEST (5月19日、OPPAI) ※単体ベスト
- 彼女が2泊3日の 旅行で居ない間に 既婚者の元カノと 3日間ハメまくった イケナイ純愛記録 (5月31日、人妻花園劇場)
- 抱きしめたくなるHcup美少女 香坂紗梨BEST8時間 (9月13日、Fitch )  ※単体ベスト

### アダルトVR
2017年
- 史上初!VRでデビュー VRでしか見ることができない新人女優! SODVR専属 天然Hカップ 香坂紗梨 AV debut（5月26日、SODクリエイト）
- 香坂紗梨とラブラブ同棲日記 Hカップの彼女と朝から見つめ合いキスたっぷり！巨乳を揉みながら耳元で優しく囁かれる密着イチャイチャSEX（12月8日、SODクリエイト）
- 常に密着イチャイチャ超高級新人ソープ嬢（12月22日、SODクリエイト）
- 女子○生おっパブ嬢 紗梨ちゃんと2人っきり お店にナイショのイケない初ヌキっ!（12月29日、SODクリエイト）

2018年
- 【視点移動完全客観VR】 初3P巨根ピストン痙攣激イキSEX（1月5日、SODクリエイト）
- 正月からコタツの中で! すっかりエロい体に成長した僕に気を許しまくりな従妹と【バレ注意】のこっそりイチャつきスローピストンSEX!（1月12日、SODクリエイト）
- ケツ穴丸見え! 漏れる吐息、ヌチャヌチャ音も鮮明に聞こえる! 超至近距離オナニー（1月12日、SODクリエイト）
- 何度イっても僕も見つめ続けるイキまくりカメラ目線（1月19日、SODクリエイト）
- 【ぶっかけVR】 19発連続でとにかく顔射!（1月26日、SODクリエイト）
- 失神するほど…イカサレテ 拘束×巨根×失禁（1月26日、SODクリエイト）
- 最高にエッチで可愛い香坂紗梨がアナタの妹になってラブラブ近親相姦生活（2月2日、SODクリエイト）
- 完全ノーカット30分間イキまくり! 絶頂地獄 敏感痙攣92イキ巨根3,636ピストン（2月9日、SODクリエイト）
- 【視点移動追い詰めVR】 「もう、ゆるして下さい…」 巨乳美女を玄関から寝室まで追いかけ回して押さえ込みセックス（2月16日、SODクリエイト）
- ‘温泉宿の若女将’巨乳女将の癒しと『おもてなし』の宿 (3月8日、unfinished)
- 耳元囁き＆耳舐めバイノーラル密着SEX 子宮で感じてアナタに中出しを懇願する妊娠淫語孕ませ中出し（4月13日、SODクリエイト）
- 男の僕がまさかの女体化!! 爆乳ルームメイトのレズ責めで何度もおまんイキしちゃうVR (5月8日、マドンナ) 共演:枢木みかん

### イメージDVD
2018年
- Sari 感じて、リアルの私を…（2018年5月17日、REbecca）

## テレビ出演
- 志村&鶴瓶のあぶない交遊録（2019年1月2日、テレビ朝日）　-　コスプレ美女役

## 雑誌
- 週プレ グラビアスペシャル増刊 NEW YEAR 2018（集英社） - 袋とじ「“VR映え”するカラダ」
- 月刊DMM 2018年1月号（ジーオーティー） - インタビュー
- EX大衆 2018年3月号（双葉社） - インタビュー
- 週刊実話 2018年4月12日号（日本ジャーナル出版） - グラビア「巨乳の悶え」